# Elena Bondar

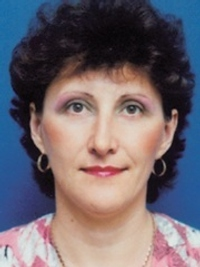
Elena Bondar

Elena Bondar (* 6. November 1958) ist eine ehemalige rumänische Ruderin, die 1980 eine olympische Bronzemedaille im Achter gewann.
1980 nahmen bei den Olympischen Spielen 1980 in Moskau nur fünf Frauenachter teil. Der rumänische Achter mit Angelica Aposteanu, Marlena Zagoni, Rodica Frîntu, Florica Bucur, Rodica Puscatu, Ana Iliuță, Maria Constantinescu, Elena Bondar und Steuerfrau Elena Dobrițoiu gewann die Bronzemedaille hinter den Booten aus der DDR und der UdSSR. 
Im Jahr darauf ruderte der rumänische Achter bei den Weltmeisterschaften in München in der Besetzung Rodica Frîntu, Florica Bucur, Luminata Furcila, Maricica Țăran, Cristina Onofrei, Maria Naghiu, Mariana Zaharia, Elena Bondar und Elena Dobrițoiu. Es siegte das Boot aus der UdSSR vor dem Boot aus den Vereinigten Staaten und den Rumäninnen.